# Foo Yong Lai
Foo Yong Lai es una deportista singapurense que compitió en taekwondo. Ganó dos medallas de bronce en el Campeonato Asiático de Taekwondo en los años 1986 y 1992.

## Palmarés internacional
| Campeonato Asiático | Campeonato Asiático    | Campeonato Asiático | Campeonato Asiático |
| Año                 | Lugar                  | Medalla             | Categoría           |
| ------------------- | ---------------------- | ------------------- | ------------------- |
| 1986                | Darwin (Australia)     | Medalla de bronce   | –70 kg              |
| 1992                | Kuala Lumpur (Malasia) | Medalla de bronce   | –65 kg              |